# Брянский областной театр драмы имени А. К. Толстого
Бря́нский областно́й театр драмы имени А. К. Толсто́го (также известен — Брянский Драматический Театр или просто Драмтеатр) — одно и старейших и красивейших зданий в городе Брянск, старейший театр Брянской области. По праву является одной из главных достопримечательностей города.
Предположительно спроектировали в период с 1917 по 1922 год. Был заложен в 1924 году. Открылся в 1926 году. Реконструирован в 1949 году.
Здание театра расположено в центре Брянска на Театральной площади. Драмтеатр, здание исторической сцены — объект культурного наследия России регионального значения.

## История

### Появление театра 1898-1926гг.
Брянск был городом уездным, провинциальным, в связи с этим до революции он не имел ни официального театра, ни собственной театральной труппы.
В отчете, представляемом для сборника «Вестник земского и городского хозяйства» за 1898 год, в котором предполагалось отразить:
«возможно полную и всестороннюю картину положения земского и городского хозяйства в обширном смысле, обозрение деятельности земств и городских учреждений по развитию этого хозяйства». Сведения о театрах, вернее, об их отсутствии, были размещены в разделе «Народное образование». Напротив графы, в коей значилось:
«число содержимых городом театров (число мест в них, число представлений за 1898 год, оперных, драматических и прочих)», было вписано категоричное «не имеется»
Приезжавшие артисты в теплое время года выступали в деревянном летнем театре, расположенном в саду брянского Общественного собрания, либо в летнем театре Общества трезвости, теперь на этом месте располагаются поликлиника с помещениями скорой помощи. Зимой спектакли давали в здании бывшего Офицерского собрания. Выступали артисты также в кинотеатре «Художественный». Как впоследствии писала газета «Брянский рабочий»:
«на все театральные помещения имелся один занавес – по мере надобности его переносили с места на место».
C 1912 по 1922 годы продержалась в Брянске профессиональная драматическая труппа под руководством братьев Матвея и Федора Кириковых, состоявшая преимущественно из артистов московской оперетты.
В 1917 году на повестке дня у Временного Правительства, а позже и у органов Российской Республики стоял вопрос о административном делении и соответствии правящим органам власти. По одному из проектов часть губерний предлагалось разделить и создать в их центральных городах соответствующие места административного управления. В том числе и места досуга, сходные с оными в других городах того времени. Прежде всего местами главного культурного досуга были театры.
В 1922г. труппа покинула город. Здесь остался только один из братьев, Матвей, вместе с приезжим актером Набатовым организовавший «Театр миниатюр».
В 1923г. здание, где выступал «Театр миниатюр» сгорело, и вновь брянцам пришлось довольствоваться лишь заезжими артистами.
В 1924 году началось строительство архитектурного ансамбля, состоявшего из Дома Советов и здания драмтеатра. Одновременно со строительством шло формирование труппы.
Открытие Брянского государственного драматического театра состоялось 7 ноября 1926 года и было приурочено к 9-й годовщине Октябрьской революции. После обязательного в те времена торжественного собрания был дан спектакль по пьесе Николая Лернера «Николай I» («Декабристы»). Этот же спектакль 14 ноября открыл и первый театральный сезон.
Комплекс зданий «Дома Советов» и «Дома съездов», построенный по проекту московского архитектора-конструктивиста Александра Гринберга, открыли весной 1926 года. Летом того же года, 29 июля, Брянский Губернский исполкомом издал постановление «Об использовании здания Дома съездов в период между съездами под театр».
В составе первой труппы находилось 25 артистов и 12 человек технического персонала под управлением Каширина М. И. и главного режиссёра Чиркина В. А.
Первыми актёрами «Брянского государственного театра», набранными по «пролетарскому призыву» на зимний сезон в Москве, были известные мастера драматической сцены Александрова-Фок Н. А., Андреева О. И., Снежинская Т. А., Сергей Карнович-Валуа, Кошевский П. А., Кисель-Загорянский Н. Н., Орлинский В. С., Чиркин В. А..
Была среди первых актёров театра и знаменитая драматическая актриса Московского Камерного театра Августа Миклашевская — «женщина с задумчивыми глазами», возлюбленная Сергея Есенина, которой он посвятил семь своих стихотворений из цикла «Любовь хулигана».

#### Довоенный период
В 1920-е годы репертуар театра составляли спектакли по пьесам Уильяма Шекспира, Фридриха Шиллера, Александра Островского, Михаила Лермонтова, Николая Гоголя, Антона Чехова, Алексея Горького.
Частыми были и гастрольные визиты таких столичных артистов и певцов, как Ольга Книппер-Чехова, Александр Пирогов и Лидия Русланова.

### Театр в годы войны
22 июня 1941 года (на момент начала Великой Отечественной войны) театральная труппа находилась на гастролях в Гродно. Многие артисты ушли на фронт в первые дни войны и участвовали в партизанском движении. Из 70 участников гастролей в Гродно только 11 вернулись в Брянск, остальные погибли или пропали без вести. Художественный руководитель Волин Я. И., артисты С. Гундобина, С. Левицкий и заведующий музыкальной частью М. Корнгольд были расстреляны фашистами.
Во время оккупации города (1941—1943) брянский театр назывался «Немецким», в котором шли постановки преимущественно для солдат и офицеров вермахта. Во время отступления в 1943 году здание театра было заминировано. Взрыв прогремел через день после освобождения города частями РККА и нанёс театру огромный материальный ущерб. Погибли декорации, костюмерная, бутафория, мебель и музыкальные инструменты. Все оборудование было уничтожено. Причинённый ущерб был оценён в 190 000 рублей.
2 сентября 1944 года Брянским областным руководством принимается постановление «Об организации Брянского областного драматического театра». Новая труппа формировалась из коллектива Ногинского городского драматического театра, а до окончания восстановления здания размещалась в Бежице, в здании «Дома техники».

### Послевоенный период
Осенью 1949 года реконструкция здания театра была завершена, и Брянский областной драматический театр открыл свой новый театральный сезон.
В послевоенный период в репертуаре театра основной являлась военно-патриотическая тема: «Русские люди» (К. Симонов), «Дорога бессмертия» (Товстоногов Г. А. и В. Брагин), «Годы странствий» (А. Арбузов), «Соловьиная ночь» (В. Ежов), «А зори здесь тихие» (Б. Васильев), «Шумел сурово Брянский лес» (А. Семёнов), «Господин бургомистр» (П. Лучин), «Нашествие» (Л. Леонов), «Берег» (Ю. Бондарев), «Рядовые» (А. Дударев), «Берёзовая ветка» (Ю. Визбор).
Известным стал поставленный в 1960 году режиссёром М. Ляшенко спектакль «Эхо Брянского леса», в котором участвовали актёры-фронтовики. Спектакль непрерывно ставился более 20 лет, показывался в Москве и по Центральному телевидению. Был поставлен также ряд других спектаклей, получивших известность в СССР.

### Театр после 1991 года
К своему 70-летнему юбилею, в 1996 году, театр ставит спектакль по роману «Князь Серебряный» Алексея Толстого, имя которого в этом же году было присвоено театру.
В 2007 году была проведена техническая реконструкция театра.
Почти 50 лет в театре проработала народная артистка РСФСР Марина Александровна Гаврилова-Эрнст, сыграв на его сцене более 120 ролей.
Первого апреля 2022 года руководство и труппа Брянского театра вывесило баннер в поддержку вторжения России на Украину.
В 2024 году на XXV театральном фестивале «Славянские театральные встречи» постановка театра «Дом, который построил Свифт» получила сразу три награды: «Лучшая мужская роль» — Алексей Дегтярёв за роль дворецкого Патрика, «Лучшая режиссура» — Кирилл Солёнов и звание «Лучший спектакль».
Основные технические характеристики сцены:
| Ширина сцены                      | 7,3 м  |
| Глубина сцены                     | 10,0 м |
| Высота                            | 7,0 м  |
| Ширина зеркала сцены              | 7,3 м  |
| Высота зеркала сцены              | 4,9 м  |
| Количество мест в зрительном зале | 540    |
| Ширина авансцены                  | 7.6    |
| Глубина авансцены                 | 2,6 м  |
| Арьерсцена                        | Нет    |
| Количество штанкетных подъёмов    | 15 шт  |
| Количество софитных подъёмов      | 2 шт   |
| Пожарный занавес                  | Нет    |
| Антрактно-раздвижной занавес      | Да     |
| Круг                              | Да     |
| Карманы сцены                     | 4×4    |

## Коллектив

### В театре играли
- Марина Гаврилова (1929—2017), народная артистка РСФСР.
- Мария Гермацкая (1951—2000), народная артистка РСФСР.
- Вера Шатрова (1950—2007), народная артистка РСФСР.
- Иосиф Камышев (1949—2024), народный артист Российской Федерации.
- Августа Миклашевская (1891—1977), заслуженная артистка РСФСР.
- Сергей Карнович-Валуа (1899—1985), советский актёр театра и кино.
- Пётр Константинов (1899—1973), советский актёр театра и кино.

### Современная труппа театра
- Михаил Кривоносов
- Александр Кулькин
- Михаил Лаврушин
- Владимир Мусатов
- Вениамин Прохоров
- Светлана Рязанцева
- Светлана Сыряная
- Марина Финогенова
- Людмила Шлянцева

## Статьи и публикации
- Брянский областной театр драмы имени А. К. Толстого : сайт. — Openarium.ru, 2017.
- История формирования Брянского театра драмы // Литерия : литпортал. — 2012. — 6 января.
- Первая Российская Республика: https://www.prlib.ru/history/619540
- Постановления и указы Временного правительства : https://www.rcoit.ru/biblio_index/catalog/3983/